# Kanton Hénin-Beaumont-2
Der Kanton Hénin-Beaumont-2 ist seit 2015 ein französischer Wahlkreis im Arrondissement Lens, im Département Pas-de-Calais und in der Region Hauts-de-France; sein Hauptort ist Hénin-Beaumont. Der Kanton hat (2022) 45.579 Einwohner.

## Gemeinden
Der Kanton besteht aus sechs Gemeinden und Gemeindeteilen mit insgesamt 45.579 Einwohnern (Stand: 1. Januar 2022) auf einer Gesamtfläche von 41,36 km²:
| Gemeinde                | Einwohner 1. Januar 2022 | Fläche km² | Dichte Einw./km² | Code INSEE | Postleitzahl |
| ----------------------- | ------------------------ | ---------- | ---------------- | ---------- | ------------ |
| Courcelles-lès-Lens     | 8.015                    | 5,56       | 1.442            | 62249      | 62970        |
| Drocourt                | 2.952                    | 3,40       | 868              | 62277      | 62320        |
| Évin-Malmaison          | 4.657                    | 4,57       | 1.019            | 62321      | 62141        |
| Hénin-Beaumont          | 16.886                   | 16,16      | 1.045            | 62427      | 62110        |
| Leforest                | 7.120                    | 6,22       | 1.145            | 62497      | 62790        |
| Noyelles-Godault        | 5.949                    | 5,45       | 1.092            | 62624      | 62950        |
| Kanton Hénin-Beaumont-2 | 45.579                   | 41,36      | 1.102            | 6228       | –            |

1. ↑   Nur der südliche Teil der Gemeinde, der Rest gehört zum Kanton Hénin-Beaumont-1.